# 滔搏电子竞技俱乐部
滔搏电子竞技俱乐部（英語：Top Esports，简称TES；原名Topsports Gaming，简称TOP）是一家中国大陆英雄联盟职业电子竞技俱乐部。俱乐部成立于2017年12月21日，他们收购了DAN Gaming的LPL席位，正式加入英雄联盟职业联赛。

## 英雄联盟

### 历史

#### 2017年
2017年12月21日，Topsports Gaming发布品牌，收购了DAN Gaming及其LPL名额。队伍在2017年德玛西亚杯上演首秀，他们在第三轮输给了SN，最终排在9-15名。

#### 2018年
TOP在2018年LPL春季赛中LPL位于东部，最终他们以3胜16负的成绩排名第七。在2018年夏季赛中，Topsports进入了西部，最后他们以10胜9负的成绩排名第三，晋级了季后赛。队伍在第一轮输给了RNG。Topsports是参加2018年全国电子竞技大赛（NEST 2018）的8支队伍之一，他们在决赛上输给了JDG，获得亚军。这个结果使Topsports进入了2018年德玛西亚杯冬季赛，他们在决赛中输给了iG，又一次获得亚军。

#### 2019年
在2019年LPL春季赛休赛期之前，TOP的的主要阵容进行了改变，他们签下了上单白家浩（ID：369）、打野熊宇龙（ID：Xx）、中单卓定（ID：knight）、下路李东昱（Lee Dong-wook）（ID：LokeN）以及辅助南东现（Nam Dong-hyun）（ID：Ben）。队伍在常规赛11胜4负排名第3，他们在季后赛半决赛中输给了iG，并在三四名决赛中不敌FPX，最终排名第4。在NEST 2019上，TOP使用了他们的青训队员，最终在1/4决赛中输给了EDG，排名第5-8位。
2019年5月15日，Topsports Gaming（TOP）宣布更名为Top Esports（TES）。在2019LPL夏季赛常规赛上，TES12胜3负排名第二，直接晋级季后赛半决赛，在半决赛上TES1:3不敌RNG，在三四名决赛上TES3:0战胜BLG获得季军，進入冒泡賽。然而在冒泡賽中，被IG戰隊3:2擊敗，失去了參加2019年全球總決賽的資格。在2019年的休賽期，滔搏簽下了原RNG的打野選手洪浩軒（ID：Karsa）。

#### 2020年
2020年4月3日，滔搏电子竞技俱乐部发布公告，宣布原iG下路ADC选手喻文波（ID：JackeyLove）以自由人身份加入滔搏。 4月12日，JackeyLove擔任TES首發ad位置，在與V5戰隊的對決中取得了他在TES戰隊中的第一場勝利。隨後在常規賽中，接連以2比0的比分擊敗了LPL新軍ES戰隊和S9世界冠軍FPX戰隊，以11勝5負的戰績在排名第4，進入季後賽。在季後賽中，TES戰隊發揮出色，一連擊敗了WE戰隊和常規賽第一的IG戰隊。然而在決賽中，被JDG戰隊3:2擊敗，最終奪得春季賽的亞軍。
一個月後，Top Esports以春季賽亞軍作為二號種子參加季中杯（2020 Mid-Season Cup）賽事。賽事中Top Esports擊敗了LCK的DWG和T1戰隊，然而在小組賽中敗給FPX一場。由於Top Esports累計獲勝時間最長，最終以2勝1負為小組第二晉級半決賽。半決賽中，Top Esports以3:0擊敗了S7世界冠軍Gen.G戰隊，於FPX會師決賽，最終以3:1擊敗了FPX戰隊，奪得了季中杯的冠軍。
而到了夏季，Top Esports常規賽取得八連勝，然而在對陣Victory Five的比賽中，被Victory Five以2-1的比分擊敗，Top Esports取得當季首敗。而在7月26日的比賽中，Top Esports最終被Invictus Gaming以2-0比分擊敗，迎來了第二敗。Top Esports敗給IG後，狀態一度低迷，在對陣RNG的比賽中再度被2-0比分擊敗。最終Top Esports全員調整狀態，常規賽以13-3的戰績登頂保送季後賽半決賽。Top Esports半決賽3-0擊敗Suning，決賽中鏖戰5局，最終以3-2的比分擊敗了春季賽冠軍JD Gaming，奪得了2020年夏季賽冠軍，以一號種子身份參加世界賽。
Top Esports中單選手卓定 (ID:Knight) 為Fmvp。
S10小組賽中，Top Esports小組賽以5勝1負為第一出線。在八強賽對陣Fnatic中，Top Esports落後兩局的情況下，連贏三局晉級四強，創造了S賽第一個Bo5讓二追三的全新歷史。然而，在四強賽中，Top Esports被Suning3-1擊敗，止步四強。
2020年德瑪西亞杯比賽中，Top Esports在決賽以3-0的比分橫掃WE戰隊，奪得隊史上第一個德瑪西亞杯的冠軍。

#### 2021年
2021年春季賽中，Top Esports常規賽以12勝4負排名第三。季後賽中，Top Esport以3-1的比分擊敗蘇寧戰隊，但是在半決賽中被EDG以3-0比分擊敗掉入敗者組半決賽。然而在敗者組半決賽中，Top Esports和RNG戰隊鏖戰5局，最終2-3惜敗RNG，結束了春季賽的征程。
2021年夏季賽，Top Esports常規賽以10勝6負排名第五。然而在季後賽中，Top Esports被LNG戰隊以3-1的比分爆冷擊敗，止步季後賽八強。由於該戰隊全球總決賽的積分不足以進入三/四號資格賽階段，Top Esports無緣2021年世界賽。
2021德玛西亚杯比赛中。志在卫冕的TES对阵新生火凤FPX！TES的首发选手是：Zoom、Tian、knight、JackeyLove、Zhuo；FPX的首发选手为：xiaolaohu、Beichuan、Gori、Lwx、Hang。TES在先失两局的绝境之下顶住了压力，最终成功完成让二追三，击败FPX蝉联德杯冠军

#### 2022年
2022年春季赛中，TES开局不利排名末尾。在更换辅助选手Mark、经过一段时间磨合后，队伍取得七连胜，最终以第五名的成绩晋级季后赛。季后赛中分别以3-1、3-0、3-2的成绩击败BLG、LNG、V5后，在胜者组决赛以1-3中败给RNG。随后在败者组决赛TES中以3-1击败V5晋级总决赛，在总决赛中对阵RNG再次以2-3落败，获得亚军。
2022年夏季赛中，TES以14-2的成绩位列常规赛第一名晋级季后赛。季后赛中，TES以3-2击败EDG，随后以2-3败给JDG落入败者组。败者组决赛中TES以3-0再次击败EDG，但在随后的总决赛中以2-3不敌JDG，取得亚军。最终TES以LPL二号种子的身份参加2022年全球总决赛。随后因不敌GAM，DRX，RGE。最后以2022年全球总决赛16强的身份游回了中国。

#### 2023年
TES战队在LPL春季赛上以9胜7负的战绩晋级季后赛，在季后赛首轮以3:1战胜WE战队晋级第二轮，在第二轮上以2:3败于OMG战队止步八强。同年的LPL夏季赛上，TES战队以12胜4负的战绩晋级季后赛，在季后赛首轮以3:2战胜EDG战队晋级四强，在四强赛首轮TES战队败于BLG战队进入败者组，接下来在败者组上败于LNG战队止步殿军。随后在2023英雄联盟全球总决赛冒泡赛上，TES战队以2-3败于WBG战队失去了参加英雄联盟2023赛季全球总决赛的资格。

#### 2024年
在2024年的LPL春季赛上，TES以13胜3负的战绩晋级季后赛，在季后赛首轮以3:0战胜JDG战队晋级胜者组决赛，随后在胜者组决赛上败于BLG战队晋级败者组，接下来在败者组决赛上再次战胜JDG战队晋级总决赛，最终在总决赛上以1:3败于BLG战队止步亚军，同时以二号种子的身份获得参加2024年英雄联盟季中邀请赛的资格。
在2024年英雄联盟季中邀请赛中，TES 2-3负于Gen.G落入败者组，随后再次0-3输给G2 Esports，止步六强。
同年7月，在2024年沙特电竞世界杯《英雄联盟》项目总决赛上，TES战队1-3败给T1战队，止步亚军。 
在同年的LPL夏季赛上，TES战队在分组赛上以6胜0负的战绩晋级登峰组，随后在登峰组组内赛上获得6胜2负的战绩晋级季后赛，在季后赛首轮TES战队战胜AL战队晋级四强，随后在胜者组半决赛上战胜LNG战队晋级胜者组决赛，随后在胜者组决赛上败于BLG战队进入败者组，接下来在败者组决赛上TES战队以2:3败于WBG战队止步季军，最终以全年积分最高的队伍（除BLG外）获得参加2024英雄联盟全球总决赛的资格。
在英雄联盟全球总决赛瑞士轮阶段，TES取得了3胜1负的成绩，晋级之后的淘汰赛阶段。在10月19日的四分之一决赛中，TES 0-3不敌T1，止步八强。其中第二把TES以0:15的总比分被T1零封，在此之前，S赛淘汰赛阶段从未出现过零封的比赛。

### 比赛成绩
| 排名    | 比赛                             | 最终成绩                       |
| ------- | -------------------------------- | ------------------------------ |
| 9-15名  | 2017德玛西亚杯                   | 1:2（对阵Suning）              |
| 第7名   | 2018LPL春季赛（东部）            | 3胜16负                        |
| 冠军    | 2018新华电子竞技大赛             | 3:1（对阵ThunderoBot Gaming）  |
| 第3名   | 2018LPL夏季赛（西部）            | 10胜9负                        |
| 第6名   | 2018LPL夏季赛季后赛              | 1:3（对阵Royal Never Give Up） |
| 亚军    | 2018全国电子竞技大赛             | 1:2（对阵JD Gaming）           |
| 亚军    | 2018德玛西亚杯                   | 1:3（对阵Invictus Gaming）     |
| 第3名   | 2019LPL春季赛                    | 11胜4负                        |
| 殿军    | 2019LPL春季赛季后赛              | 1:3（对阵FunPlus Phoenix)      |
| 5-8名   | 2019全国电子竞技大赛             | 1:2（对阵Edward Gaming）       |
| 亚军    | 2019英雄联盟洲际系列赛           | 1:3（对阵LCK）                 |
| 第2名   | 2019LPL夏季赛                    | 12胜3负                        |
| 季军    | 2019LPL夏季赛季后赛              | 3:0（对阵Bilibili Gaming）     |
| 亚军    | 2019中国区冒泡赛决赛             | 2:3（对阵Invictus Gaming）     |
| 第4名   | 2020LPL春季賽                    | 11胜5负                        |
| 亚军    | 2020LPL春季赛季后赛              | 2:3（对阵JD Gaming）           |
| 冠军    | 2020英雄联盟季中杯               | 3:1（对阵FunPlus Phoenix）     |
| 第1名   | 2020LPL夏季賽                    | 13胜3负                        |
| 冠军    | 2020LPL夏季赛季后赛              | 3:2（对阵JD Gaming）           |
| 四强    | 2020年英雄联盟全球总决赛         | 1:3（对阵Suning）              |
| 冠军    | 2020德瑪西亞杯                   | 3:0（对阵Team WE）             |
| 第3名   | 2021LPL春季赛                    | 12胜4负                        |
| 第3/4名 | 2021LPL春季赛季后赛              | 2:3（对阵Royal Never Give Up） |
| 第5名   | 2021LPL夏季賽                    | 10胜6负                        |
| 5-8名   | 2021LPL夏季赛季后赛              | 1:3（对阵LNG Esports）         |
| 冠军    | 2021德瑪西亞杯                   | 3:2（对阵FunPlus Phoenix）     |
| 第5名   | 2022LPL春季賽                    | 11胜5负                        |
| 亞军    | 2022春季赛季後赛                 | 2:3（对阵Royal Never Give Up） |
| 第1名   | 2022LPL夏季賽                    | 14胜2负                        |
| 亞军    | 2022夏季赛季後赛                 | 2:3（对阵JD Gaming）           |
| 十六强  | 英雄联盟2022赛季全球总决赛       | 3胜3负                         |
| 八强    | 2023LPL春季赛                    | 2:3（对阵OMG）                 |
| 四强    | 2023LPL夏季赛                    | 1:3（对阵LNG Esports）         |
| 亚军    | 2024LPL春季赛                    | 1:3（对阵Bilibili Gaming）     |
| 六强    | 2024年英雄联盟季中邀请赛         | 0:3（对阵G2 Esports）          |
| 亚军    | 2024年沙特电竞世界杯英雄联盟项目 | 1:3（对阵T1)                   |
| 季军    | 2024LPL夏季赛                    | 2:3（对阵Weibo Gaming）        |
| 八强    | 英雄联盟2024赛季全球总决赛       | 0:3（对阵T1）                  |

## 英雄联盟手游 TES.L
TES.L全名 TES Lance

### 教练组
| ID    | 姓名   | 位置       | 国籍           |
| ----- | ------ | ---------- | -------------- |
| Shark | 黄末希 | 经理       | 中华人民共和国 |
| SS17  | 徐婴   | 主教练     | 中华人民共和国 |
| LongD | 赖小龙 | 数据分析师 | 中华人民共和国 |

### 队员名单
| ID               | 姓名             | 位置             | 国籍             |                  |
| Top Esport Lance | Top Esport Lance | Top Esport Lance | Top Esport Lance | Top Esport Lance |
| ---------------- | ---------------- | ---------------- | ---------------- | ---------------- |
| XiaoZhuo         | 李卓创           | 单人路           | 中华人民共和国   |                  |
| HinJai           | 张思轩           | 单人路           | 中华人民共和国   |                  |
| Que              | 禹伟雄           | 打野             | 中华人民共和国   |                  |
| Dong             | 李东旭           | 中路             | 中华人民共和国   |                  |
| Weian            | 武新哲           | 射手             | 中华人民共和国   |                  |
| Biqijiao         | 吴博             | 射手             | 中华人民共和国   |                  |
| Colt             | 马千淇           | 辅助             | 中华人民共和国   |                  |

## 王者荣耀 TES.A

### 历史
滔博王者荣耀分部建立于2018年8月(当时TOP.M)。2018年8月滔博竞标得2018年KPL秋季赛参赛资格，并组建TOP.M（当时的名字）。2019年更名为TES。
2020年春季赛以6胜9负排名东部赛区第五名首次进入季后赛创造历史最好成绩但是季后赛第一轮就被当时被誉为御三家杀手的西安WE以四比零击败无缘2020年王者荣耀世界冠军杯。
在2020年秋季赛其中一场比赛中TES爆冷击败卫冕冠军WB.TS，最终TES以6胜9负排名联赛第13名无缘季后赛和2020年王者荣耀冬季冠军杯。
在2021年春季赛的卡位赛中TES获得历史上在BO7上的胜利。在春季赛对阵QGHappy的比赛中，滔博第二次进入季后赛并且完成第一次的让二追三。
在2021年春季赛的季后赛败者组第一轮中，滔博对阵到RW侠，最终与让二追四战胜了对手。
在败者组第二轮比赛中以四比三的比分击败对手深圳DYG挺近第三轮，但在第三轮中四比二不敌对手成都AG超玩会结束了春季赛的旅程并且创造队史最好成绩与成功进入到2021年王者荣耀世界冠军杯的选拔赛。
在2021年王者荣耀世界冠军杯中TES以四比三战胜杭州LGD大鹅险被让三追四，首次晋级王者荣耀世界冠军杯。在世冠中首先以三比零战胜对手东莞Wz再一比三不敌对手佛山GK。三比零不敌武汉eStarPro，二比三不敌南京Hero久竞，三比二战胜重庆QGhappy。最终以二胜三负的战绩无缘淘汰赛结束了本次世冠的征程。
在2021年秋季赛，TES.A以在S组两胜两负的成绩进入胜者组并获得了王者荣耀挑战者杯的资格。在胜者组的比赛中，滔搏以零比四的比分输给重庆狼队并掉入败者组。然后在败者组因为上野不和的关系滔搏以二比四输给升班马由主播张大仙成立的战队XYG结束了秋季赛的征程。
2021年挑战者杯，滔搏首先是不敌东莞Wz然后再豪取6连胜其中就包括他们没有胜过的队伍佛山GK成功晋级正赛。在八强淘汰赛的对手是XYG在拿到赛点的情况下被追三局好在第七局成功拿下，成功晋级四强将对阵eStar。在四强淘汰赛，以1比4的比分不敌eStar止步于四强。
2021年6月16日，TES官宣主场落地长沙市。2021年9月17日，TES正式更名为TES.A（Top Esport Armor）。
(名单为2021年王者荣耀职业联赛秋季赛阵容)

### 教练组
| ID   | 姓名   | 位置     | 国籍           |
| ---- | ------ | -------- | -------------- |
| ng   | 刘佳峰 | 战队经理 | 中华人民共和国 |
| 张角 | 周宇   | 主教练   | 中华人民共和国 |
| gmm  | 高铭   | 助教     | 中华人民共和国 |
| fq   | 宁嘉昊 | 助教     | 中华人民共和国 |
| 白羊 | 吴枭   | 领队     | 中华人民共和国 |

### 队员名单
| ID               | 姓名             | 位置             | 国籍             |                  |
| Top eSport Armor | Top eSport Armor | Top eSport Armor | Top eSport Armor | Top eSport Armor |
| ---------------- | ---------------- | ---------------- | ---------------- | ---------------- |
| 无幻             | 朱俊             | 对抗路           | 中华人民共和国   |                  |
| 深巅             | 张嘉俊           | 打野             | 中华人民共和国   |                  |
| 小优             | 秦子恒           | 中路             | 中华人民共和国   |                  |
| 蓝桉             | 李涿阳           | 发育路           | 中华人民共和国   |                  |
| 冰尘             | 李小龙           | 游走             | 中华人民共和国   |                  |
| 胖球             | 陈卓航           | 游走             | 中华人民共和国   |                  |
| 小七             | 李佳辉           | 游走             | 中华人民共和国   |                  |

### 曾经效力过的选手/教练
| ID     | 姓名   | 位置        | 转至新队      | 国籍           |
| ------ | ------ | ----------- | ------------- | -------------- |
| 迷风花 | 昭宪宇 | 主教练      | RNG.M         | 中华人民共和国 |
| 47     | 徐豪   | 主教练      | 武汉eStarPro  | 中华人民共和国 |
| 汤汤   | 汤连杰 | 打野/发育路 | 成都AG超玩会  | 中华人民共和国 |
| 纵情   | 熊先伟 | 打野        | 武汉eStarPro  | 中华人民共和国 |
| 夏竹   | 吕淳峰 | 游走        | 澳门EMC       | 中华人民共和国 |
| 惜言   | 代明宸 | 游走        | RNG.M         | 中华人民共和国 |
| Koko   | 张文科 | 游走        | 和平解约      | 中华人民共和国 |
| 花卷   | 吴育涛 | 中路        | 转会至北京WB  | 中华人民共和国 |
| 湘军   | 曾湘军 | 打野        | 回归至深圳DYG | 中华人民共和国 |
| 酒孺   | 吴尚懦 | 对抗路      | 退役          | 中华人民共和国 |
| 心醉   | 程伟   | 中路        | 退役          | 中华人民共和国 |
| 江陵   | 卢海龙 | 打野        | 退役          | 中华人民共和国 |
| Zed    | 柯顺杰 | 发育路      | 退役          | 中华人民共和国 |
| 迷神   | 林国亮 | 对抗路      | 退役          | 中华人民共和国 |

### 成绩
| 排名    | 比赛                          | 最终成绩                 |
| ------- | ----------------------------- | ------------------------ |
| 东部第7 | 2018年KPL秋季赛常规赛（东部） | 8胜12负                  |
| 东部第7 | 2019年KPL春季赛常规赛（东部） | 2胜12负                  |
| 东部第6 | 2019年KPL秋季赛常规赛（东部） | 4胜10负                  |
| 东部第5 | 2020年KPL春季赛（东部）       | 6胜9负                   |
| 第10名  | 2020年KPL春季赛季后赛         | 0:4（对阵西安WE）        |
| 第13名  | 2020年KPL秋季赛               | 6胜9负                   |
| -       | 2021年KPL春季赛常规赛         | 7胜8负                   |
| 8-9名   | 2021KPL春季赛季后赛           | 2:4 （对阵成都AG超玩会） |
| 小组赛  | 2021年王者荣耀世界冠军杯      | 2胜3负                   |
| -       | 2021年KPL秋季赛常规赛         | 7胜8负                   |
| 8-9名   | 2021年KPL秋季赛季后赛         | 2:4（对阵XYG）           |
| 四强    | 2021年王者荣耀挑战者杯        | 1:4（对阵武汉eStarPro）  |
| 11-16名 | 2022年KPL春季赛               | 无缘季后赛               |
| 14-18名 | 2022年KPL夏季赛               | 无缘第三轮与季后赛       |